# Thai Vietjet Air

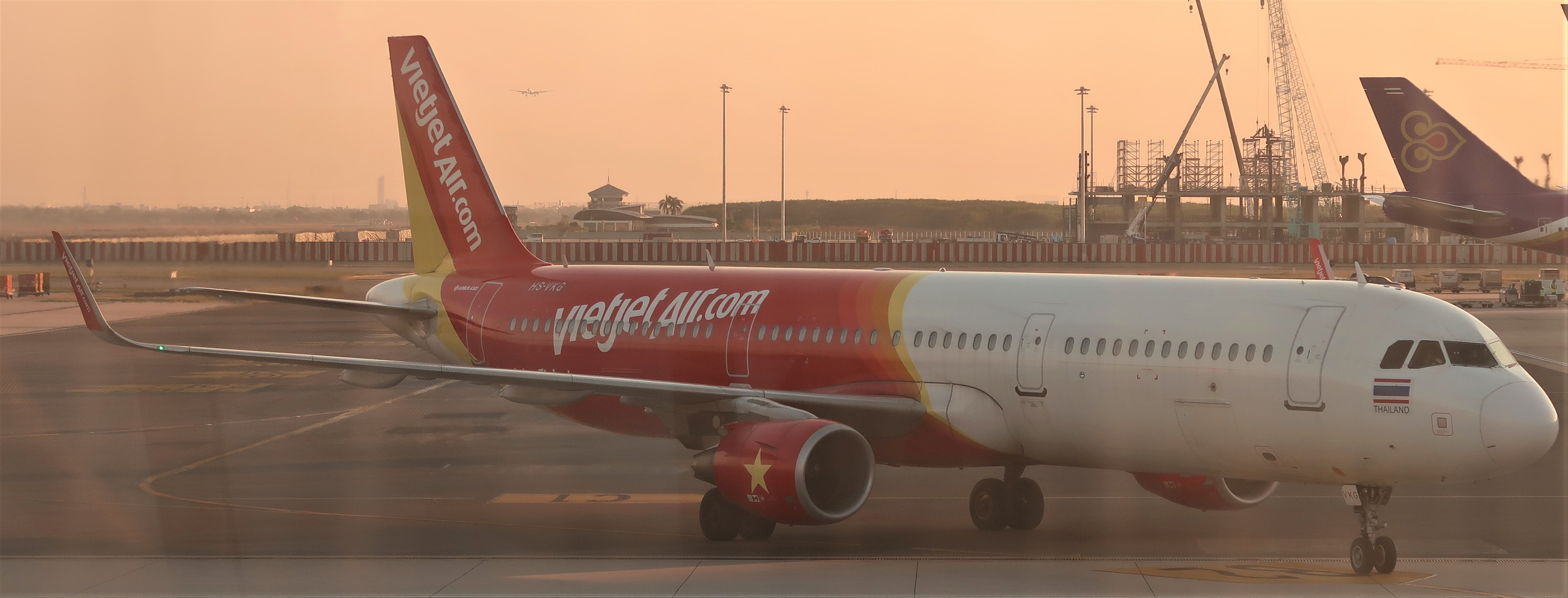
Airbus A321 (HS-VKG) авиакомпании Thai Vietjet Air на парковке в аэропорту Суварнабхуми

Thai Vietjet Air (тайск. ไทยเวียดเจ็ทแอร์) — тайская авиакомпания-лоукостер и дочерняя компания вьетнамской авиакомпании VietJet Air.

## История
Thai VietJet Air получила лицензию в ноябре 2014 года. Авиакомпания начала деятельность 29 марта 2015 года рейсом из своего хаба в бангкокском аэропорту Суварнабхуми в Пхукет. Позднее авиакомпания начала рейсы в Удонтхани.

## Направления
Индия
- Гая — аэропорт Гая, сезонный

Тайвань
- Тайчжун — Международный аэропорт Тайчжун, остановлен[4]

Таиланд
- Бангкок — аэропорт Суварнабхуми, Хаб
- Чиангмай — аэропорт Чиангмай
- Чианграй — аэропорт Чианграй — Мэ Фа Луанг
- Краби — аэропорт Краби
- Паттайя — аэропорт Утапао[5]
- Пхукет — аэропорт Пхукет
- Удонтхани — аэропорт Удонтхани[6]
- Хатъяй — аэропорт Хатъяй
- Кхонкэн — аэропорт Хатъяй
- Накхонситхаммарат — аэропорт Накхонситхаммарат
- Убонратчатхани — аэропорт Убонратчатхани с 6 октября 2020
- Сураттхани — аэропорт Сураттхани с 4 ноября 2020

Вьетнам
- Кантхо — аэропорт Кантхо, чартер
- Далат — аэропорт Льенкхыонг
- Дананг — аэропорт Дананг[7]
- Хошимин — аэропорт Таншоннят[5]

## Флот

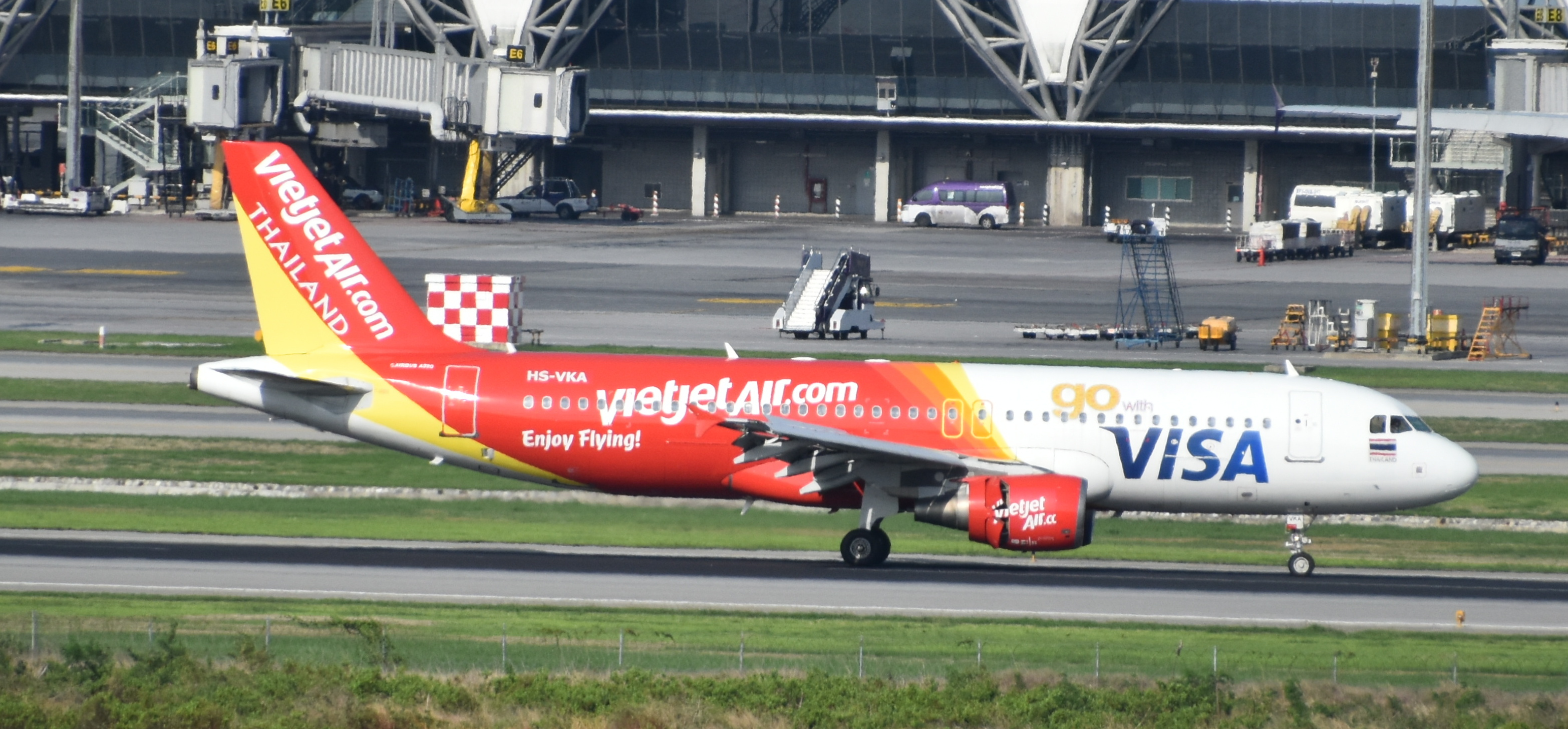
Thai Vietjet Air Airbus A320 в аэропорту Суварнабхуми

По состоянию на август 2023 года Thai Vietjet Air эксплуатирует следующий воздушный парк, средний возраст которых составляет 9,5 лет: